# Hans Fritzsche
Hans Fritzsche (Bochum, 21 aprile 1900 – Colonia, 27 settembre 1953) è stato un funzionario, conduttore radiofonico e giornalista tedesco, importante esponente del regime nazista.
Già direttore della Divisione radiofonica del Ministero della Propaganda e principale collaboratore di Joseph Goebbels, dopo la seconda guerra mondiale fu processato a Norimberga su richiesta sovietica. Con l'ex cancelliere Franz von Papen e l'economista Hjalmar Schacht, fu uno dei tre imputati dichiarati non colpevoli ai sensi dell'atto d'accusa. 

## Biografia
Fritzsche nacque a Bochum il 21 aprile 1900 (una città dell'area della Ruhr) e prestò servizio nell'esercito tedesco nel 1917. Nel primo dopoguerra studiò in numerose università prima di diventare, nel 1923, giornalista per il gruppo editoriale di Alfred Hugenberg e quindi introdursi nelle nuove forme di comunicazione offerte dalla radio, diventando rapidamente il principale intermediario delle comunicazioni radiofoniche del governo di Weimar. Nel settembre del 1932, già caporedattore dell'agenzia governativa Drahtloser Dienst (Servizio di informazione senza fili), esordì alla conduzione della trasmissione radiofonica quotidiana Hans Fritzsche spricht ("Vi parla Hans Fritzsche"). Il primo maggio del 1933 si iscrisse al NSDAP. Sotto il ministro della propaganda del Reich Joseph Goebbels continuò ad essere alla testa del dipartimento radio prima di essere promosso alla Sezione Informazioni del Ministero. 
Alla metà del 1938 divenne aiutante di Alfred Berndt presso la Divisione Stampa Tedesca. Nel dicembre del 1938 fu fatto capo della Divisione Stampa Nazionale. Nel maggio 1942 Goebbels prese personalmente il controllo della agenzia e Fritzsche tornò a lavorare alla radio per il Ministero come plenipotenziario per l'organizzazione politica della Radio della Grande Germania e come capo della divisione radio del Ministero. 

### Il processo di Norimberga
Fritzsche fu fatto prigioniero dai soldati sovietici a Berlino il 2 maggio 1945. Tradotto presso la prigione della Lubjanka, appose la propria firma su un verbale d'interrogatorio sottopostogli dai carcerieri, nel timore di venire condannato senza processo. Fu sottoposto per alcuni mesi a rigide misure di detenzione, prima di essere processato dal Tribunale Militare Internazionale al processo di Norimberga, dinanzi al quale dovette rispondere delle accuse di cospirazione al fine di commettere crimini contro la pace, crimini di guerra e crimini contro l'umanità.  Interrogato dal pubblico ministero sovietico Rudenko, Fritzsche poté avvalersi di argomentazioni dialetticamente efficaci: negò di aver dettato in prima persona il contenuto delle trasmissioni di propaganda, stabilite dal generale Kurt Dittmar per le notizie militari, e ricordò il ruolo di Otto Dietrich nella determinazione delle informazioni trasmesse alla stampa. Durante il processo Fritzsche espresse altresì il proprio pentimento, asserendo:
Assieme a Hjalmar Schacht e Franz von Papen, Fritzsche fu uno dei soli tre imputati che vennero scagionati, ma in seguito fu processato dalla Corte di Denazificazione della Germania Ovest e condannato a 9 anni di reclusione. Fu poi scagionato perché risultò chiaro alla corte che egli non aveva mai fatto pressioni per lo sterminio degli ebrei e che, in un paio di occasioni, aveva cercato di bloccare la pubblicazione della rivista antisemita Der Stürmer. Rilasciato nel settembre del 1950, morì di cancro tre anni più tardi. Sua moglie Hildegard (nata Springer) morì pochi mesi dopo di lui. I suoi scritti e le sue deposizioni furono raccolte in Processo a Norimberga, pubblicato in Italia da Oaks.